# Metabiantes lawrencei
Metabiantes lawrencei is een hooiwagen uit de familie Biantidae.